# Valdštejnská jízdárna
Valdštejnská jízdárna je historická budova školy jezdectví, dnes výstavní sál u stanice metra Malostranská. Jízdárna přiléhá k Valdštejnské zahradě, na opačné straně než je Valdštejnský palác, a je součástí sídla Senátu Parlamentu ČR. Valdštejnskou jízdárnu spravuje Kancelář Senátu, která ji za symbolickou částku v roce 1996 pronajala Národní galerii, jež zde realizuje svůj program krátkodobých výstav.

## Historie

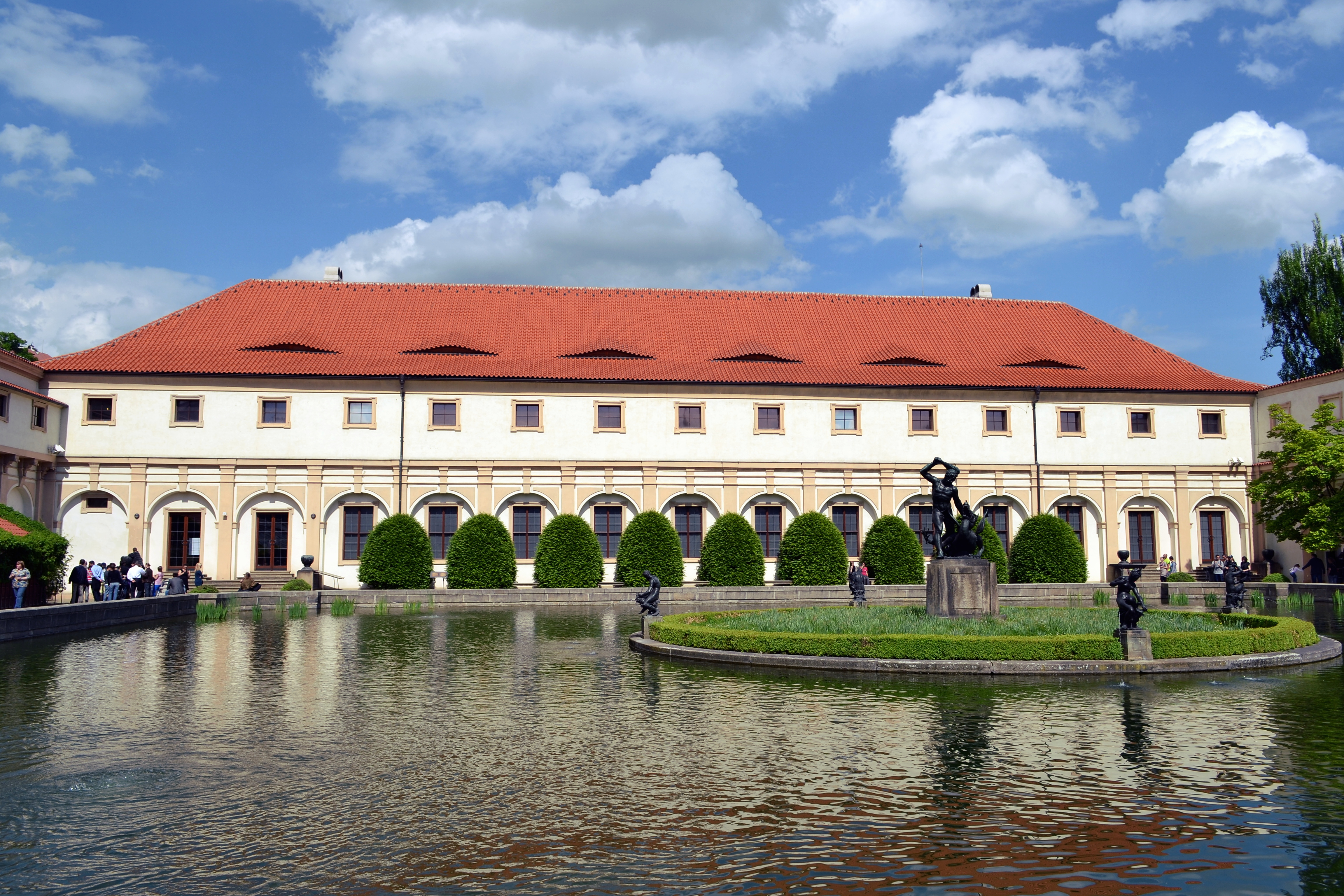
Jízdárna z Valdštejnské zahrady

Provoz tzv. jízdárny s sebou nesl vysoké náklady a původní účel přestala jízdárna plnit na konci 19. století. Po první světové válce v důsledku pozemkové reformy byla pozastavena probíhající rekonstrukce paláce a současně s tím rodina Valdštejnů pronajala jízdárnu mladoboleslavské automobilové továrně Laurin & Klement. V roce 1926 toto nájemní právo přešlo na Akciovou společnost, dříve Škodovy závody v Plzni, po níž si budovu jízdárny pronajímaly další podniky automobilového průmyslu (roku 1928 Elka, výzbroj a opravy automobilů, s. s r.o. v Praze, a roku 1938 Akciová společnost pro automobilový průmysl).
Pronájem jízdárny autodílnám pokračoval i po válce. Přibližně ve stejné době byla před jízdárnou zahájena výstavba nepříliš povedeného Výstavního pavilonu hlavního města Prahy, který později sloužil[zdroj⁠?!] Ministerstvu informací a v roce 1953 byl pronajat Čs. krátkým filmem. V souvislosti s výstavbou stanice metra Malostranská byla v roce 1974 budova zdemolována.
V roce 1950 bylo naplánováno, že ve sklepích jízdárny vzniknou halové garáže, u zdí jízdárny a pavilonu pak měl vzniknout výtah pro automobily. Nakonec však bylo rozhodnuto, že se jízdárna stane výstavní galerií. Valdštejnskou jízdárnu začala využívat Národní galerie.
Valdštejnská jízdárna se na základě zákona č. 59/1996 Sb. stala součástí sídla Senátu Parlamentu České republiky, ke kterému patří Valdštejnský palác se zahradou a dva další sousední paláce. V roce 1997 zahájila Kancelář Senátu přípravu celkové rekonstrukce Valdštejnské jízdárny. Jednalo se přitom o poslední část rekonstrukce Valdštejnského areálu. Obnova jízdárny byla dokončena v roce 2000.
15. června 2000 předal Senát slavnostně Valdštejnskou jízdárnu do užívání Národní galerii, během předání byla podepsána smlouva o dlouhodobém pronájmu.

## Současnost
Rekonstrukcí jízdárny se podařilo odstranit řadu stavebních a statických poruch, vedle toho byly odstraněny nevhodné stavební zásahy učiněné v předchozích letech a podařilo se architektonicky obnovit historický ráz jízdárny a prostor paláce vůbec.
Výstavní plochy ve Valdštejnské jízdárně jsou inovované a klimatizované a vyhovují účelům výstav cenných uměleckých děl. 
Prostory Valdštejnské jízdárny se v minulosti staly místem retrospektivních expozic děl Maxe Švabinského, Václava Brožíka, Františka Ženíška a dalších a tematických výstav jako například Sláva barokní Čechie.